# SuperH
SuperH（或稱SH）是可靠單片機與微處理器架構的品牌名稱。SuperH 是以 32 位元存取的精簡指令集架構，多用在嵌入式系統。

## 历史
SuperH 處理器核心家族在九零年代早期由日立開始開發。許多單片機與微處理器都在這個架構下。其中最有名可能是 惠普 Jornada PDA 用的 SH7709。
日立開發能完全向下相容的 CPU 核心指令集。起初，SH-1 與 SH-2 用在 Sega Saturn 及 Sega 32X，後來也用在許多嵌入式系統的微處理器上。它是 16 位元指令集，暫存器長度與資料通道是 32 位元，故讓指令極密實。當時記憶體很貴。
數年後，SH-3 核心加入這個家族，並帶來其它的中斷概念、記憶體管理單元 (MMU) 與可修改的快取概念。SH-3 核心並加入延伸 DSP，稱 SH-3-DSP 核心。延展資料通道讓 DSP 更有效率，特別緩衝器與 MAC-type DSP 引擎，核心統一數位訊號處理器與精簡指令集處理器。衍生而來的 SH-2 核心，稱為 SH-DSP。
為了 Sega Dreamcast，日立發展了 SH-4 架構。這是從原核心的極大延伸。超純量（2路）指令執行與平行向量浮點運算器是這架構的重點。這顆 CPU 核心並用在許多高效需求的嵌入式程式。大致而言 SH-4 基礎架構晶片在 1998年左右。
不久後，日立與意法半导体成立了持有專利的 SuperH 公司，提供 SH-4 核心給其它公司並開發 SH-5 架構。首度將 SuperH 推向 64 位元領域。SuperH 公司賣這些 CPU 核心的相關專利。
SH-5 設計上加入了稱之為 SHmedia 的单指令流多数据流指令集，亦加入相當於在 SH-4 user-mode 部份的 SHcompact 指令集。實作與 ARM 相容的 Thumb 指令集。
之後，SuperH 架構的進化仍持續進行。最後的演進發生在 2003年 ，SH2 至 SH-4 統一成超純量的 SH-X 核心，有點類似之前架構的超集合。
目前，SuperH CPU 是由日立與三菱電機半導體事業部合併的瑞萨科技繼續發展架構與產品。

## 版本
SuperH 家族包括：

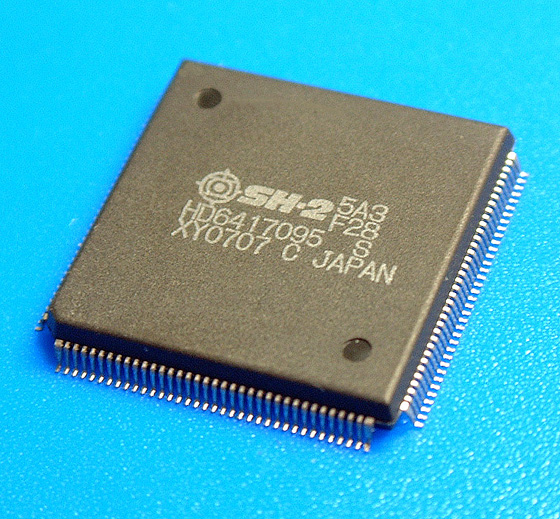
SH-2 HD6417095

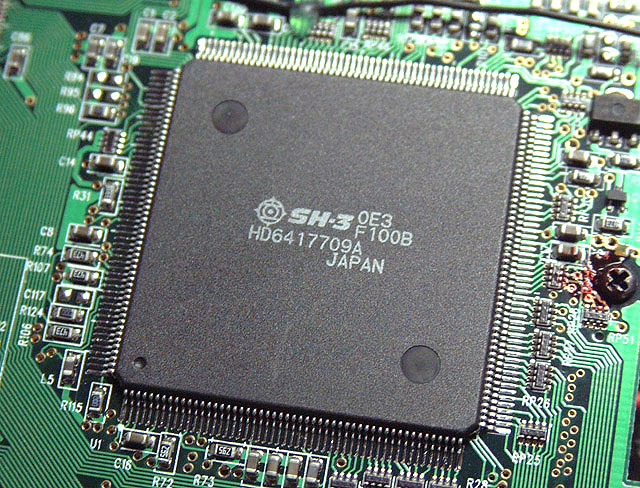
SH-3 HD6417709A

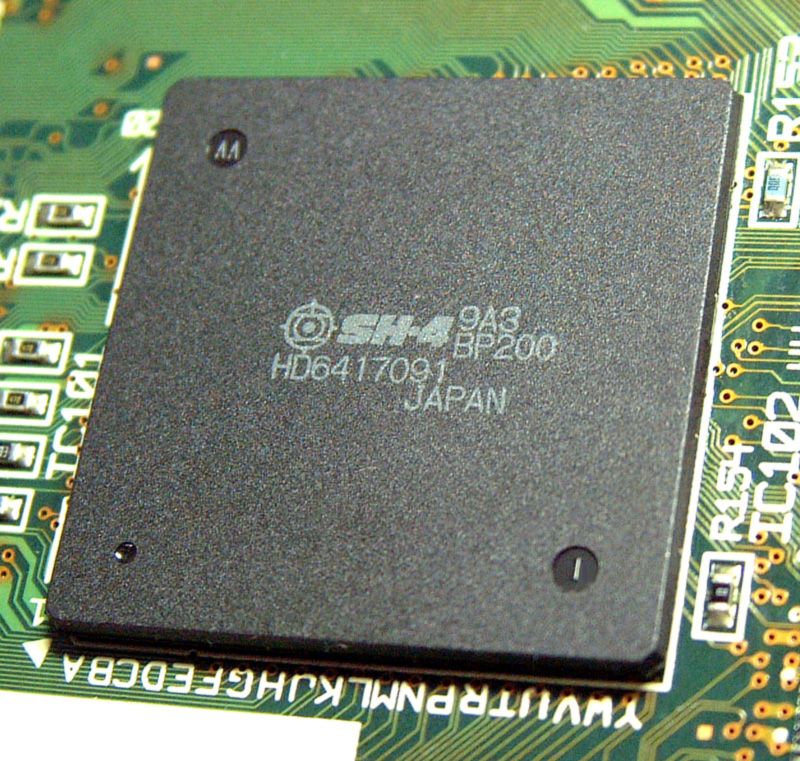
SH-4 HD6417091

- SH-1 - 用於需用微處理器的嵌入裝置（CD-ROM裝置、家用電器等等）
- SH-2 - 用在需高效能的微處理器裝置，亦用在自動控制諸如引擎控制單元或網路設備。
- SH-DSP - 初期為了行動電話市場開發，之後用在許多需 DSP 效能的客制化裝置，如 JPEG 壓縮等等。
- SH-3 - 使用在手持裝置等使用 Windows CE 的設備，並用於車用導航市場。
- SH-3-DSP - 主要使用於多媒體終端機與網路設備，亦用於印表機或傳真機。
- SH-4 - 使用在非高效能不行的裝置如多媒體終端機、電視遊樂器或機頂盒。
- SH-5 - 使用在高階多媒體裝置。
- SH-X - 主流用於不同的引擎控制器（有／無 DSP 及 FPU 單元）、車用多媒體裝置、機頂盒或行動電話。

SuperH 並支援 RTOS，相關工具廠商佈於全球。

## 外部連結
- 產品，核心，工具，手冊，資訊（页面存档备份，存于）
- RTEMS 即時作業系統

SuperH 上的 Linux
- https://web.archive.org/web/20061127083524/http://www.kpitgnutools.com/, Official free SH GNU Toolchain with Support
- http://www.linux-sh.org/（页面存档备份，存于）, http://linuxsh.sourceforge.net/（页面存档备份，存于）
- https://web.archive.org/web/20001109204200/http://www.sh-linux.org/ gcc toolchain
- https://web.archive.org/web/20060910072943/http://www.shlinux.com/ MPC Data SHLinux support

SuperH 的 Linux套件列表
- Jlime (Jornada Linux Mobility Edition) 是惠普 Jornada 620LX/660LX/680/690 手持裝置的套件；JLime 可能是 SuperH 最大的套件。
- Gentoo Linux
- STLinux（页面存档备份，存于）

SuperH 上的 NetBSD
- http://www.netbsd.org/Ports/sh3/（页面存档备份，存于）
- https://web.archive.org/web/20060907145203/http://www.netbsd.org/Ports/sh5/